# サクラダリセット
『サクラダリセット』（SAGRADA RESET）は、河野裕による日本のライトノベル。イラストは椎名優が担当。角川スニーカー文庫（角川書店）より2009年5月から2012年3月まで刊行された。2017年3月時点でシリーズ累計部数は60万部を突破している。『このライトノベルがすごい！』作品部門では2013年版で9位を獲得している。
メディアミックスとして、吉原雅彦によるコミカライズ作品が『月刊少年エース』（角川書店）にて2011年2月号から11月号まで連載された。2017年2月より、『コミッククリア』（KADOKAWA）において河野裕自身が脚本を手掛け乃花タツが作画を担当する漫画版が連載中。2017年に前後編で実写映画化され、同年4月から9月までテレビアニメが放送された。

## あらすじ
能力者の存在する街・咲良田に住む浅井ケイは見聞きしたことを完全に思い出す「記憶保持」の能力を、春埼美空は世界を最大3日分擬似的に巻き戻す「リセット」の能力を持っている。ケイ達は、能力者を管理する公的な機関・管理局の「奉仕クラブ」に属し、依頼されて能力を使いながらも安全を保障されている平穏な日々を送っていた。そんなある日、「マクガフィン」を巡る事件の発端となる依頼が舞い込んでくる。

## 登場人物
※「声」はアニメ版の声優。実写映画版の配役は後述。

### ケイに近い人物
浅井ケイ（あさい ケイ)　
声 - 石川界人、山村響（少年）
本作の主人公。芦原橋高校1年生の少年。奉仕クラブに属している。一人暮らしだが管理局に監視されており、自由はない。
作中では間違われるという理由でカタカナ表記だった下の名前の正式な表記は『恵』。
能力は「記憶保持」で、見聞きしたことを完全に思い出すというだけのものだが、強度が高いため春埼の「リセット」によって巻き戻された分の記憶を思い出すことができる。
能力の恩恵に限らず、頭の回転も早く、知略を巡らすことに長け、中学2年のときにはとある目的のために管理局に対して反乱を企て、あと一歩のところまで追い詰めたが、失敗に終わった。
中学時代は悪人のように振舞っており、教師に最も嫌われている優等生として有名だった。以前、「リセット」を行ったために、一人の少女を失っている。
生まれは咲良田ではなく、小学生のときに咲良田を訪れた際に不可思議なこの町に魅せられ、また、「記憶保持」という能力を得たために咲良田の外に出ても記憶が保持されるため、管理局から目をつけられ、そのまま街に留まることになる。その際、咲良田の外において彼の存在した記録・記憶を管理局によって完全に消されることとなった。
幼い頃から他者が求めている答えをすぐに理解でき、その通りに行動していたが、そのことが逆に両親（母 声 - よのひかり）との溝を深めてしまった。それでも両親は自分を愛そうと努力をしたが、自分は能力者の存在する街に留まり、結果、両親を捨てる決意をした。
3歳ぐらいの妹、浅井恵（あさいめぐみ 声 - 金子彩花）がいる。
春埼美空（はるき みそら）
声 - 花澤香菜
本作のヒロイン。芦原橋高校1年生の少女。ケイと同じく管理局に監視されており、奉仕クラブに属している。
能力は、擬似的に世界を最大3日分巻き戻す「リセット」。
やや癖のある髪の少女で、ケイの言うことは基本的に何でも従う。
ケイとは同じ中学出身で、当初は髪が長く、ほとんど無表情だった。ケイに従い、ともに管理局に反乱したことがある。
中学でケイに会うまでは感情というものをほとんど忘れていたが、その本質は極めて善である。
相麻菫（そうま すみれ）
声 - 悠木碧
「野良猫のような」とケイが形容する少女。ケイとは中学のときの同級生。いつも屋上にいて、遠回しな比喩を交えた話をしていた。
中学時代のケイが「リセット」をしたことで未来が変わり、本来死ぬはずではなかった菫は死んでしまった。ケイは彼女を生き返らせるために管理局に反乱したが、結局、彼女を生き返らせることができる能力は存在しなかった。
隠していたが彼女も能力者であり、能力は「未来視」。対象となる人物と会話することで発動する。中学生の時にケイと春埼を引き合わせた張本人。自分の望む未来のために能力で視た通りに従って行動していた。ほとんどの者が理解していないケイや春埼の本質を理解している。また、ケイをとても愛おしく思っていた。
三巻にて、写真からの出現という形で、復活してからは何かと暗躍する描写が多くなった。
村瀬陽香（むらせ ようか）
声 - 牧野由依
ケイと春埼に「死んだ猫を生き返らせてほしい」と依頼する。芦原橋高校の生徒で、ケイたちの1つ年上。不登校ではあるが、成績はよく、能力も高いが要領が悪い。
能力は、自分の身体の任意の部位と効果対象を指定し、そこに触れた対象を消すことができる。強度は高く、「リセット」などの他の能力を打ち消すことができる。しかし、概念や人の意識に作用する能力など、そもそも触れることができないものは消すことができない。
死んだ兄を生き返らせてくれなかった管理局を敵視し、倒すために「マクガフィン」を手に入れようとするが、ケイに敗北する。その際に人体に対して能力を行使することに強い拒否感を覚えるようになり、それ以後人体に対する能力の発動ができなくなった。
現在は、管理局を倒すことを諦め、ケイに協力している。
中野智樹（なかの ともき）
声 - 江口拓也
ケイたちのクラスメイト。能力は、時間と場所を越えて特定の人物に声（正確には智樹が聞いている音）を届ける能力で、強度が高く、「リセット」後も効力が残る。
ケイは中学まで彼の家で暮らしていた。また、ケイの本質を理解している数少ない人物。
野ノ尾盛夏（ののお せいか）
声 - 三澤紗千香
高校1年生の少女。癖のない長い黒髪をしている。ケイたちとは違う学校に通っている。
能力は、睡眠や瞑想状態など頭を空にすることで猫と意識を共有することができるというもの。この能力によって咲良田中の猫の動向を把握することができる。
皆実未来（みなみ みらい）
声 - 山田悠希
ケイたちのクラスメイト。明るい少女で、U研（未確認研究会）に所属している。
能力は、幽霊になるというもので、これにより無意識に死を望んでいた。
津島信太郎（つしま しんたろう）
声 - 上田燿司
芦原橋高校の教師。管理局の人間でもある。ケイたち奉仕クラブを管理している。「マクガフィン」を持っていたが、何者かに盗まれる。
岡絵里（おか えり）
声 - 相坂優歌
ケイの後輩で、中学3年生。旧姓・藤川。パンク系の服装で、赤いカラーコンタクトをしており、悪そうな笑い方をする。
能力は「記憶操作」で、5秒以上目を合わせることによって発動する。改竄された記憶は他者から本来の記憶を教えられることによって解けるが、能力の使い方など、自分だけの感覚的なものはこの方法で解除することはできない。また、一人の人間に複数の記憶操作はできず、記憶操作をかけた状態の人間にもう一度記憶操作をすると、最初の記憶操作は解ける。「記憶保持」の能力を持つケイに使った場合、「記憶操作された記憶」自体をケイ自身で思い出してしまうため、効力は無いに等しい。
名家の生まれとして、厳しい父親に抑圧されて自由に笑うことも外出することもできず育ったが、ケイによって（脅迫による両親の離婚という方法ではあるが）助けられた。そのため、絵里にとっては当時のケイはヒーローであり、喋り方や笑い方などはケイの言うように強くなろうとした結果である。しかし、ケイ自身がその時の解決方法は間違いであったと否定したため、自身の中の「強い」ケイのイメージを守ろうと、現在のケイを「弱くなった」と否定する。彼女の中で、弱さの象徴である「藤川絵里」（ケイに出会う前の何もできなかった自分）を嫌っており、特にケイにこの名前で呼ばれることを嫌がっている。

### 管理局
浦地正宗（うらち まさむね）
声 - 櫻井孝宏、田村睦心（少年）
管理局対策室室長。「対象の時間を巻き戻す」能力を持ち、ケイ達に大きく敵対する。浅井ケイが高校一年生の時点では索引さんの上司だった。
心の底から能力を嫌っているため、その立場を利用して咲良田から能力をなくそうと画策する。
索引さん（さくいんさん）
声 - 植竹香菜
管理局の女性。「感情を色で見分ける」能力を持ち、対策室ではこの能力を嘘発見器のように利用している。
咲良田中のすべての能力を把握している。ケイが咲良田に訪れた時に、管理局の人間として接触した人物でもある。
加賀谷（かがや）
声 - 喜山茂雄
「対象をロックする」能力を持つ。対象の時間を止める事が出来るが、能力発動には形式があり、右手でロックし左手で解除する。
非通知くん（ひつうちくん）
声 - 西山宏太朗（好井良治） / 紗倉のり子（応答音声）
咲良田の管理局公認の情報屋で、素性を隠すために電話では女性の声を使っている。本名は、好井良治（よしい りょうじ）。
極度の潔癖症で、家の中に引きこもり、ミネラルウォーター以外は口にすることができない。情報を生きるための栄養として摂取する能力を持っている。人間から情報を摂取することもできるが、一定以上の情報を奪うとその人間を殺してしまうことになる。
魔女
声 - 大原さやか、荒川美穂（少女）
管理局の頂点に近い立場にいる高齢の女性。管理局が咲良田を管理するための一システムとして存在しており、名前などは排除され、逃亡することができない部屋に閉じ込められている。
能力は「未来視」。これは「極めて正確に未来をシミュレーションする能力」であると語られた。ただし、この未来視は完全ではなく、彼女自身や他の未来視の能力者の干渉によって変化する。ケイおよび春埼による「リセット」は「きわめて正確な未来のシミュレーション」の内に入っており、これによって未来を変えることは出来ない。
死期が迫っており、恋人である佐々野宏幸と死ぬ前に再び会うためにケイや岡絵里を利用しようとしていたが、魔女ではない未来視能力者の干渉によってその計画は頓挫した。しかし、ケイの手引きによって抜け出し、佐々野とともに咲良田を出た。その際に、ケイに未来視の能力者である少女と彼が再び会うことになることを教える。
佐々野宏幸（ささの ひろゆき）
声 - 中博史、関根明良（少年）
岡絵里に能力を奪われた高齢の男性。管理局の創立メンバーで、現在は役所勤めを経て、定年退職している。
能力は、自分が能力によって撮った写真を、撮った場所で破ることによって写真の中に入ることができるというもの。管理局には、写真を撮るときと写真を破るときの両方に能力を使用する必要があると偽っていた。写真は誰が破ってもその中に入ることができ、その際に写真に触れていた人物全員に効果がある。写真の中は、映っている場所だけしかない代わりに、そこにあるものは記憶や思考を含め、人間でさえも完璧に再現されている。効果は10分間で、写真に写っている領域から出ることで強制的に解除することができる。効果中は対象者は現実世界から消失しており、どの条件によって効果が切れた場合でも写真内空間で移動した分だけ現実世界でも移動した場所に出現する。
魔女と呼ばれる女性と再び会うために行動していた。魔女とは恋人同士だったが、管理局を運営するためのシステムになることを選んだ彼女と死の間際に再び会うことを約束して別れた。
偶然彼のアルバムの中にあった相麻菫が映った写真が、相麻菫の復活のために使われた。

### その他
世良佐和子（せら さわこ）
声 - 逢田梨香子
鏡やガラス片に映った景色の中に入り込む能力を持つため、意識がビー玉の中に入っている。ただし無意識で発動し自身で解除もできず、肉体は意識がない状態にいる。
坂上央介（さかがみ ようすけ）
声 - 井口祐一
能力をコピーをする能力を持ち、右手で触った人の能力を左手で触った人にコピーすることが出来る。
宇川沙々音 (うかわ ささね)
声 - 小清水亜美
大きな物質を変形する事が出来る。能力に集中する時は指輪をはめる。ケイに協力的で、時々管理局でバイトをしている。大のチョコレート好き。
ミチル
声 - 内田真礼
病院で昏睡状態の夢の中に夢を叶える世界を作りその中で思いのままの人生を謳歌している、近くで寝ている人物をその夢の世界へ招待する事が出来る。本名は片桐穂乃歌で、夢の中ではその名前を捨てている。
チルチル
声 - 河西健吾
ミチルが夢の中の世界で作った神。ミチルに兄のように慕われている。青い鳥に姿を変えられる。
クラカワマリ
声 - 久野美咲
ケイと美空が組んで初めて救われた人物。母親（声 - 半場友恵）がいる。
浦地清次郎
声 - 間島淳司
浦地の父親。「特定の記憶を削除する」能力を持つ。
美空の母
声 - 天野由梨

## 用語
咲良田（さくらだ）
日本列島の太平洋に面する街で、住人の約半数ほどが何らかの能力を持っている。能力は千差万別で、大概が物理法則に反しているが、大体が下らない能力ばかりである。能力によっては他の能力との齟齬が生じることがあるが、その場合、より強度の高い能力のほうが優先される。複数の能力を組み合わせる事によって巨大な影響力を生み出す事がある。また、街を出ると皆、能力のことを忘れてしまう。
街の外で能力に関して記憶を失くすのは、実は、能力を外部から秘匿するため管理局の能力者によって記憶を操作されているからである。しかし、ケイの「記憶保持」の能力はその能力よりも強度が高いため効果がない。そのため、咲良田の機密の保持のためケイは管理局によって街に留められた。
「リセット」
春埼が持つ世界を擬似的に最大3日分巻き戻す能力。この能力はケイによって指示されることで能力を発動することができ、「セーブ」をした時点まで遡る。リセットを使うには、事前に「セーブ」しておく必要がある。「セーブ」から72時間が経過すると、その「セーブ」は無効となり、「リセット」を行うことができなくなる。また、一度「セーブ」すると、24時間は「セーブ」し直す事ができない。「リセット」した時点から「セーブ」した時点まで遡るため、彼女もその間のことを覚えておらず、非常に強力であるにも拘らず、「リセット」前の記憶を保ち続けるケイの能力と合わせなければほとんど意味がない能力である。
強度
他の能力に対する優先度。例えば、本来であれば記憶も含めて全てを巻き戻す「リセット」だが、ケイの「記憶保持」は「リセット」よりも強度が高いため、記憶の巻き戻し効果を優越して記憶を思い出すことができる。各個人の能力ごとにある程度の強度は決まっているが、能力同士の相性によっては優先度が逆転することもある。アニメ版では強度については触れていない。
管理局
咲良田の能力者を管理している公的機関。能力者による事件を対処し、能力を咲良田以外へ漏れないように管理している。
奉仕クラブ
管理局が特別強力だと判断した生徒たちが半強制的に入部させられる部活動。管理局の指示に従って活動し、能力による問題を解決する。ケイと春埼はこれに属している。他にも部員はいるようだが、作中では2人以外の部員は登場しない。
マクガフィン
黒い石のような形状をしている。これを手にすると咲良田を支配することができるなどの噂があるが、真偽は不明。津島の机の引き出しにあり、現在はケイの手に渡っている。また、佐々野が撮った写真の中で相麻菫がマクガフィンらしきものを持っている。

## 既刊一覧

### 小説
- 河野裕（著）・椎名優（イラスト）、角川書店〈角川スニーカー文庫〉、全7巻
  - 『サクラダリセット CAT, GHOST and REVOLUTION SUNDAY』、2009年6月1日初版発行（5月30日発売[12]）、ISBN 978-4-04-474301-7
  - 『サクラダリセット WITCH, PICTURE and RED EYE GIRL』、2010年3月1日初版発行（2月27日発売[13]）、ISBN 978-4-04-474302-4
  - 『サクラダリセット MEMORY in CHILDREN』、2010年9月1日初版発行（8月31日発売[14]）、ISBN 978-4-04-474303-1
  - 『サクラダリセット GOODBYE is not EASY WORD to SAY』、2010年12月1日初版発行（11月30日発売[15]）、ISBN 978-4-04-474304-8
  - 『サクラダリセット ONE HAND EDEN』、2011年5月1日初版発行（4月28日発売[16]）、ISBN 978-4-04-474305-5
  - 『サクラダリセット BOY, GIRL and --』、2011年12月1日初版発行（11月30日発売[17]）、ISBN 978-4-04-474306-2
  - 『サクラダリセット BOY, GIRL and the STORY of SAGRADA』、2012年4月1日初版発行（3月31日発売[18]）、ISBN 978-4-04-100209-4
- 河野裕（著）・とろっち（カバーイラスト）、KADOKAWA〈角川文庫〉、全7巻 ※角川スニーカー文庫版に加筆・修正を加えた上で改題して発行。
  - 『猫と幽霊と日曜日の革命 サクラダリセット1』、2016年9月22日初版発行（9月24日発売[19]）、ISBN 978-4-04-104188-8
  - 『魔女と思い出と赤い目をした女の子 サクラダリセット2』、2016年10月25日初版発行（同日発売[20]）、ISBN 978-4-04-104189-5
  - 『機械仕掛けの選択 サクラダリセット3』、2016年11月25日初版発行（同日発売[21]）、ISBN 978-4-04-104206-9
  - 『さよならがまだ喉につかえていた サクラダリセット4』、2016年12月25日初版発行（12月22日発売[22]）、ISBN 978-4-04-104208-3
  - 『片手の楽園 サクラダリセット5』、2017年1月25日初版発行（同日発売[23]）、ISBN 978-4-04-104209-0
  - 『少年と少女と、 サクラダリセット6』、2017年2月25日初版発行（同日発売[24]）、ISBN 978-4-04-104210-6
  - 『少年と少女と正しさを巡る物語 サクラダリセット7』、2017年3月25日初版発行（同日発売[25]）、ISBN 978-4-04-104211-3
- 河野裕（原作）・川人忠明（文）・椎名優（絵）、KADOKAWA〈角川つばさ文庫〉、全2巻 ※映画ノベライズ
  1. 『サクラダリセット 上』、2017年3月15日初版発行（同日発売[26]）、ISBN 978-4-04-631687-5
  2. 『サクラダリセット 下』、2017年4月15日初版発行（同日発売[27]）、ISBN 978-4-04-631688-2

### 漫画
- 河野裕（原作）・吉原雅彦（作画） 『サクラダリセット CAT,GHOST and REVOLUTION SUNDAY』 角川書店〈角川コミックス・エース〉、全2巻
  1. 2011年11月26日初版発行（11月22日発売[28]）、ISBN 978-4-04-120011-7
  2. 2011年11月26日初版発行（11月22日発売[29]）、ISBN 978-4-04-120012-4
- 河野裕（原作）・乃花タツ（作画） 『サクラダリセット』 KADOKAWA〈ファミ通クリアコミックス〉、2017年9月15日発売[30]、ISBN 978-4-04-734703-8

## 映画
2016年9月に前後編の2部作として実写映画化されることが発表され、『サクラダリセット 前篇』が2017年3月25日に、『サクラダリセット 後篇』が5月13日に公開された。前篇は小説の4巻まで。後篇は5巻からを原作としている。

### キャスト
- 浅井ケイ - 野村周平[36][37]
- 春埼美空 - 黒島結菜[36][37]
- 相麻菫 - 平祐奈[36][37]
- 中野智樹 - 健太郎[36][37]
- 村瀬陽香 - 玉城ティナ[36][37][37]
- 岡絵里 - 恒松祐里[36][37]
- 宇川紗々音 - 岡本玲[35][37]
- 坂上央介 - 岩井拳士朗[35][37]
- 皆実未来 - 矢野優花[35][37]
- 津島信太郎 - 吉沢悠[35][37]
- 加賀谷 - 丸山智己[35][37]
- 索引さん - 中島亜梨沙[35][37]
- 佐々野 - 大石吾朗[35]…前編のみ登場
- “魔女” - 加賀まりこ…前編のみ登場（若かりし日の”魔女”：奥仲麻琴）[35]
- ケイの母 - 八木亜希子[35]…後編のみ登場
- 浦地正宗 - 及川光博[35]…後編のみ登場

### スタッフ
- 監督・脚本 - 深川栄洋[36][37]
- 原作 - 河野裕『サクラダリセット』（角川文庫／角川スニーカー文庫）[36][37]
- 主題歌 - flumpool「ラストコール」（A-Sketch）[38]
- 音楽 - 河野伸[36][37]
- 企画 - 丸田順悟[36][37]
- プロデューサー - 春名慶[36][37]、二木大介[36][37]、青木裕子[36][37]
- アソシエイトプロデューサー - 千綿英久[36][37]
- ラインプロデューサー - 石原真[36][37]、陶山明美[36][37]
- キャスティング - 杉野剛[36][37]
- 音楽プロデューサー - 石井和之[36][37]
- 撮影 - 清久素延[36][37]
- 照明 - 三善章誉[36][37]
- 美術 - 黒瀧きみえ[36][37]
- 録音 - 小松将人[36][37]
- 視覚効果 - 松本肇[36][37]
- 編集 - 坂東直哉[36][37]
- 助監督 - 菅原丈雄[36][37]
- 製作担当 - 坂本忠久[31][32]、大田康一[31][32]
- スタイリスト - 浜井貴子[36][37]
- ヘアメイク - ワシダトモキ[36][37]
- 音響効果 - 齋藤昌利[36][37]
- 記録 - 木村晃子[36][37]
- スチール - 廣田美緒[31][32]
- 企画協力 - KADOKAWA
- 配給 - ショウゲート[31][32]
- 制作プロダクション - 角川大映スタジオ、バサラ・ピクチャーズ
- 企画 - ダブル・フィールド
- 製作 - 「サクラダリセット」製作委員会（博報堂DYミュージック&ピクチャーズ、アスミック・エース、KADOKAWA、関西テレビ放送）[31][32]

## テレビアニメ
2016年9月にテレビアニメ化企画進行中であることが発表され、2017年4月から9月までTOKYO MXほかにて放送された。

### スタッフ（アニメ）
- 原作 - 河野裕[39]
- 原作イラスト - 椎名優[9]
- 監督 - 川面真也[39]
- シリーズ構成・脚本 - 高山カツヒコ[39]
- キャラクターデザイン - 下谷智之[39]
- プロップデザイン - 高瀬さやか[39]
- 美術設定 - 谷内優穂[39]
- 美術監督 - 海野有希[39]
- 色彩設計 - 水野愛子[39]
- 3Dディレクター - 沼尻勇人[39]
- 撮影監督 - 石黒晴嗣[39]
- 編集 - 長谷川舞[39]
- 音響監督 - 亀山俊樹[39]
- 音楽 - Rayons[39]
- プロデューサー - 青井宏之[11]、立崎孝史[11]、小岐須泰世[11]
- アニメーションプロデューサー - 梶田浩司[11]
- アニメーション制作 - david production[39]
- 製作 - アニメ「サクラダリセット」製作委員会[39]

### 主題歌
オープニングテーマ
「Reset」（第3話 - 第6話、第8話 - 第12話）
作詞 - Manami / 作曲・編曲 - 滝澤俊輔 / 歌 - 牧野由依
「だから僕は僕を手放す」（第13話 - 第24話）
作詞・作曲 - 杉本雄治 / 編曲 - WEAVER、いしわたり淳治 / 歌 - WEAVER
第24話ではエンディングテーマとして使用。

エンディングテーマ
「トナリアウ」（第1話 - 第12話）
作詞・作曲 - 山中拓也 / 編曲・歌 - THE ORAL CIGARETTES
「Colors of Happiness」（第13話 - 第24話）
作詞・歌 - 牧野由依 / 作曲・編曲 - ハマサキユウジ
第24話では実質挿入歌扱い。

### 各話リスト
| 話数 | サブタイトル                                   | 絵コンテ     | 演出             | 作画監督                                                    | 総作画監督                 |
| ---- | ---------------------------------------------- | ------------ | ---------------- | ----------------------------------------------------------- | -------------------------- |
| #1   | MEMORY in CHILDREN 1/3                         | 川面真也     | 川面真也         | 前田義宏                                                    | 蘇武裕子 今井雅美          |
| #2   | MEMORY in CHILDREN 2/3                         | 佐山聖子     | 加藤顕           | 森悦史、佐藤このみ                                          | 下谷智之 蘇武裕子 今井雅美 |
| #3   | CAT, GHOST and REVOLUTION SUNDAY 1/2           | きみやしげる | きみやしげる     | Cha Myoung Jun                                              | 中村深雪                   |
| #4   | CAT, GHOST and REVOLUTION SUNDAY 2/2           | 黒瀬大輔     | 江副仁美         | 横山謙次、もろゆき沙羅                                      | 蘇武裕子                   |
| #5   | ビー玉世界とキャンディーレジスト               | 佐々木勅嘉   | 佐々木勅嘉       | Ahn Jeong Mi                                                | 下谷智之                   |
| #6   | WITCH, PICTURE and RED EYE GIRL 1/3            | きみやしげる | 加藤顕           | 高坂雅基、Cha Myoung Jun 前田義宏                           | 蘇武裕子                   |
| #7   | WITCH, PICTURE and RED EYE GIRL 2/3            | 西森章       | 村田光           | 木下由衣、高橋はつみ                                        | 中村深雪                   |
| #8   | WITCH, PICTURE and RED EYE GIRL 3/3            | 山崎雄太     | 高村雄太         | 森悦史、佐藤このみ Cha Myoung Jun、Shin Hyung Woo           | 蘇武裕子                   |
| #9   | Strapping / Goodbye is not an easy word to say | 坂田純一     | 矢野孝典         | 西村彩                                                      | 中村深雪 蘇武裕子          |
| #10  | MEMORY in CHILDREN 3/3                         | 吉田泰三     | 朝木幸彦         | 横山謙次、Cha Myoung Jun Shin Hyung Woo                     | 蘇武裕子 下谷智之          |
| #11  | ある日の春埼さん                               | 藤本ジ朗     | 藤本ジ朗         | Ahn Jeong Mi、今岡大 斉藤大輔                               | 蘇武裕子 中村深雪 清丸悟   |
| #12  | ONE HAND EDEN 1/4                              | 大脊戸聡     | 大脊戸聡         | 高阪雅基、もろゆき沙羅、前田義宏 佐藤このみ、Shin Hyung Woo | 中村深雪                   |
| #13  | ONE HAND EDEN 2/4                              | 佐山聖子     | 佐々木真哉       | 能海知佳、宮田瑠美                                          | 中村深雪                   |
| #14  | ONE HAND EDEN 3/4                              | 坂田純一     | 加藤顕 朝木幸彦  | 横山謙次、佐藤このみ Cha Myoung Jun、深澤学(AC)             | 下谷智之 中村深雪          |
| #15  | ONE HAND EDEN 4/4                              | 西田正義     | 高村雄太         | 中山みゆき、高阪雅基 Cha Myoung Jun、前田義宏 深澤学(AC)    | 蘇武裕子                   |
| #16  | BOY, GIRL and ―― 1/4                           | 西田正義     | 村田光           | Cha Myoung Jun、今岡大 もろゆき沙羅、佐藤このみ             | 下谷智之 蘇武裕子          |
| #17  | BOY, GIRL and ―― 2/4                           | 吉田泰三     | ソエジマヤスフミ | Ahn Jeong Mi                                                | 下谷智之 蘇武裕子          |
| #18  | BOY, GIRL and ―― 3/4                           | 西田正義     | 朝木幸彦         | Cha Myoung Jun、中山みゆき 小野陽子                         | 下谷智之 蘇武裕子          |
| #19  | BOY, GIRL and ―― 4/4                           | 津田尚克     | 亀井隆広         | 高阪雅基、横山謙次 前田義宏、佐藤このみ                     | 下谷智之                   |
| #20  | BOY, GIRL and the STORY of SAGRADA 1/5         | きみやしげる | きみやしげる     | Cha Myoung Jun、今岡大 三浦春樹、斎藤大輔                   | 下谷智之 蘇武裕子          |
| #21  | BOY, GIRL and the STORY of SAGRADA 2/5         | 西森章       | 阿部雅司         | Cha Myoung Jun、横山謙次 もろゆき沙羅                       | 下谷智之 蘇武裕子          |
| #22  | BOY, GIRL and the STORY of SAGRADA 3/5         | 吉田泰三     | 藤本ジ朗         | 斎藤大輔、Cha Myoung Jun 今岡大、もろゆき沙羅、佐藤このみ   | 下谷智之 蘇武裕子          |
| #23  | BOY, GIRL and the STORY of SAGRADA 4/5         | 大脊戸聡     | 大脊戸聡         | Ahn Jeong Mi、今岡大 もろゆき沙羅                           | 下谷智之 蘇武裕子          |
| #24  | BOY, GIRL and the STORY of SAGRADA 5/5         | 坂田純一     | 朝木幸彦         | 高阪雅基、横山謙次 三浦春樹、Cha Myoung Jun                 | 下谷智之 蘇武裕子          |

### 放送局
| 放送期間                                      | 放送時間                                                  | 放送局     | 対象地域   | 備考                                        |
| --------------------------------------------- | --------------------------------------------------------- | ---------- | ---------- | ------------------------------------------- |
| 2017年4月5日 - 9月13日                        | 水曜 23:30 - 木曜 0:00                                    | TOKYO MX   | 東京都     |                                             |
| 2017年4月7日 - 6月30日 2017年7月7日 - 9月15日 | 金曜 2:55 - 3:27（木曜深夜） 金曜 2:25 - 2:55（木曜深夜） | 関西テレビ | 近畿広域圏 | 製作参加 / 第13話までは独自編集がされている |
| 2017年4月7日 - 9月15日                        | 金曜 23:30 - 土曜 0:00                                    | BS11       | 日本全域   | 製作参加 / BS放送 / 『ANIME+』枠            |
| 2017年4月9日 - 9月17日                        | 日曜 0:00 - 0:30（土曜深夜）                              | AT-X       | 日本全域   | CS放送 / リピート放送あり                   |

| 配信期間                                     | 配信時間                                        | 配信サイト |
| -------------------------------------------- | ----------------------------------------------- | --- |
| 2017年4月8日 - 9月16日                       | 土曜 0:00 - 0:30（金曜深夜）                    | ニコニコ生放送 |
|                                              | 土曜 0:00（金曜深夜） 更新                      | ニコニコチャンネル |
|                                              | 土曜 12:00 更新                                 | dアニメストア dTV ゲオチャンネル |
| 2017年4月8日 - 7月1日 2017年7月9日 - 9月17日 | 土曜 22:30 - 22:56 日曜 1:00 - 1:30（土曜深夜） | AbemaTV 新作TVアニメチャンネル |
| 2017年4月9日 - 9月17日                       | 日曜 0:00 更新                                  | J:COMオンデマンド みるプラス [ 44 ] au Marketで提供されている（されていた）アプリケーション（Android搭載auスマートフォン専用） ビデオパス U-NEXT アニメ放題 Netflix フジテレビオンデマンド バンダイチャンネル hulu ひかりTV Rakuten TV （旧楽天Showtime） Amazonプライム・ビデオ Google Playストア TSUTAYA TV ビデオマーケット DMM.com HAPPY!動画 [ 45 ] アクトビラ ムービーフルplus [ 46 ] レオネット OnGenムービー [ 47 ] |

### BD / DVD
発売・販売元はKADOKAWA。各巻にはブックレットのほかシリーズ構成・脚本を担当した高山カツヒコ書き下ろしシナリオのドラマCDが付属した。全4巻。
| 巻 | 発売日         | 収録話          | 規格品番  | 規格品番  |
| 巻 | 発売日         | 収録話          | BD        | DVD       |
| -- | -------------- | --------------- | --------- | --------- |
| 1  | 2017年7月26日  | 第1話 - 第6話   | KAXA-7521 | KABA-9822 |
| 2  | 2017年9月27日  | 第7話 - 第12話  | KAXA-7522 | KABA-9823 |
| 3  | 2017年11月29日 | 第13話 - 第18話 | KAXA-7523 | KABA-9824 |
| 4  | 2018年1月24日  | 第19話 - 第24話 | KAXA-7524 | KABA-9825 |

### CD
TVアニメ『サクラダリセット』サウンドトラック「Sagrada Reset　- soundtrack for the animation  -」
インディーズ・レーベル&レコード会社『FLAU』より放送終了より1年半経過後である、2019年4月10日に発売された。品番はFLAU76。TVアニメ『サクラダリセット』で使用された曲のうちRayonsが厳選した26曲を収録している。

### ラジオ
『石川界人と○○○○のサクラダリセット奉仕ラジオ』のタイトルで、2017年4月7日から9月29日までラジオ大阪にて毎週金曜23時30分 - 24時に放送された。ラジオクラウドでは同年4月10日から10月2日まで毎週月曜日に更新、ドコモ・アニメストアでは同年4月18日から10月10日まで毎週火曜日に更新された。メインパーソナリティの石川界人（浅川ケイ 役）が、月ごとに替わるマンスリーパーソナリティと共に番組を進行した。月ごとのラジオタイトルは、「○○○○」にマンスリーパーソナリティの名前が入る。
マンスリーパーソナリティ
- 4月期 - 江口拓也（中野智樹 役）
- 5月期 - 牧野由依（村瀬陽香 役）
- 6月期 - 西山宏太朗（非通知くん 役）
- 7月期 - 悠木碧（相麻菫 役）
- 8月期 - 河西健吾（チルチル 役）
- 9月期 - 花澤香菜（春埼美空 役）

| 関西テレビ 金曜2:55 - 3:25（木曜深夜）枠          | 関西テレビ 金曜2:55 - 3:25（木曜深夜）枠 | 関西テレビ 金曜2:55 - 3:25（木曜深夜）枠 |
| 前番組                                            | 番組名                                   | 次番組                                   |
| ------------------------------------------------- | ---------------------------------------- | ---------------------------------------- |
| オールモスト・ヒューマン ※2:25 - 3:25 ※海外ドラマ | サクラダリセット                         | 単発枠                                   |
| 関西テレビ 金曜2:25 - 2:55（木曜深夜）枠          |                                          |                                          |
| 覆面系ノイズ                                      | サクラダリセット                         | このはな綺譚                             |
| BS11 ANIME+ 金曜23:30 - 土曜0:00枠                |                                          |                                          |
| ハイスクール・フリート （パッケージマスター版）   | サクラダリセット                         | ドリフェス！R                            |

## カードゲーム
『サクラダリセット カードゲーム』の名称で、2017年5月11日にグループSNE／cosaicより発売された。ゲームデザインは宮野華也が担当し、アートワークは椎名優が担当している。プレイヤーは、異能力者たちの力（手持ちのカード）の順番をうまく操作して、誰よりも早く「マクガフィン」のカードを場に出すことを目指す。プレイ人数は2〜5人を想定している。発売から次の日にルール補足として『「S 野良猫」のカードを山札に戻すときは、「表向きのまま」戻す』という情報がグループSNEのサイト上で公開された。